# Maksimilijan I. Habsburški
Maksimilijan I. Habsburški, nemški kralj (1486), cesar Svetega rimskega cesarstva (1508), * 22. marec 1459, Dunajsko Novo mesto, † 12. januar 1519, Wels, Zgornja Avstrija.
Maksimilijan, edini dedič Habsburžanov, sin cesarja Friderika III. in Leonore - Helene Portugalske, je po očetovi smrti postal vojvoda Štajerske, Koroške in Kranjske.
V času vladanja, ravno kmalu po izumrtju habsburških tekmecev (grofje Celjski, Goriški, ogrski Hunyadiji, Walseejevci), je širil posesti po Štajerskem, Koroškem in Kranjskem, z izumrtjem Goriških grofov je pridobil njihovo ozemlje (1500) ter po vojni z Benečani še območja zgornjega Posočja, Gradiščanske oziroma Ogleja (1508–16). Največ posesti je pridobil na ozemlju Nizozemske, ko se je leta 1477 poročil z dedinjo burgundskih vojvod, Marijo Burgundsko, in velik del njene dediščine v petnajstletnem bojevanju proti Francozom tudi obranil. Manj koristno za cesarstvo in Avstrijo je bilo njegovo dolgoletno bojevanje za posesti v Italiji.
Maksimilijan je poskrbel za dve dvojni rodbinski povezavi, s kastiljsko-aragonsko in z jagelonsko dinastijo, ki so Habsburžanom v generaciji njegovih vnukov prinesle oblast nad španskimi evropskimi in prekomorskimi ozemlji, Češko in Ogrsko. Pomembne so njegove upravne reforme v cesarstvu in v avstrijskih dednih deželah.

## Dedovanje vladavine burgundskih vojvod in boj s Francozi za njeno ohranitev
Poroko med Maksimilijanom in Marijo sta načrtovala njuna očeta že leta 1473, vendar tedaj do nje ni prišlo zaradi obojestranskega nezaupanja in kasnejših političnih razhajanj. Ko pa je po nenadni smrti Marijinega očeta Karla Drznega (januar 1477) francoski kralj Ludvik XI. zasedel del vladavine burgundskih vojvod in zahteval poroko Marije z dofenom, je avgusta 1477 prišlo do hitre poroke med Marijo in Maksimilijanom, ki je bila takoj potrjena tudi z njuno medsebojno naklonjenostjo. Prav gotovo je k temu prispeval tudi Maksimilijanov družabni značaj. Očarali so ga bogastvo, kultura in modernost dežele. Hitro se je naučil francoskega jezika in burgundskih državniških spretnosti. Leta 1478 je Marija rodila sina Filipa, leta 1480 hčerko Margareto, tretji otrok pa je umrl takoj po rojstvu.
Z ozemlji pa je Maksimilijan podedoval tudi burgundsko-francoski spor. Francoski kralji so imeli vladavino burgundskih vojvod za ozemlje, ki je bilo odcepljeno od Francije. Prišlo je do dolgotrajnega bojevanja, v katerem je Maksimilijan prvič zmagal leta 1479 pri Guinegatu v Artoisu in je bil tudi kasneje dokaj uspešen, saj sta pod Francijo prišli le matična vojvodina Burgundija (približno ozemlje današnje pokrajine Burgundije) in Pikardija, veliko večji del ozemlja pa je uspel obdržati. Njegov položaj se je močno poslabšal, ko je po nesrečni ženini smrti sam prevzel skrbništvo za sina Filipa. Med tem ko je Marija zmogla vladati ob popuščanju lokalnim oblastem, je prebivalstvo Maksimilijana, avstrijskega tujca, ki ni bil pripravljen popuščati, sovražilo in se je raje obrnilo k Francozom. Francoski kralj je to izkoristil in s skupščino burgundske Nizozemske (generalnimi stanovi) sklenil pogodbo v Arrasu (december 1482), na katero je moral Maksimilijan, ki trenutno ni imel denarja za vojsko, pristati: še ne triletno Maksimilijanovo hčer Margareto so zaročili z dofenom in jo odpeljali na francoski dvor, Filipa pa je sprejelo v vzgojo mesto Brugge.
Maksimilijan se je za burgundsko dediščino bojeval naprej z zelo spremenljivim uspehom. Leta 1485 si je ponovno podvrgel bogati mesti Gent in Brugge, ki pa sta mu bili sovražni še naprej. Februarja 1486 je njegov oče, cesar (ki zaradi pomanjkanja denarja ni mogel obraniti pred madžarskim kraljem Matijo Korvinom osrednjega dela avstrijskih dednih dežel in Dunaja), po diplomatski poti dosegel izvolitev Maksimilijana za nemškega kralja. Ko pa se je Maksimilijam leta 1488 vrnil na Nizozemsko, so mu meščani Bruggea očitali proangleško politiko in ga, nemškega kralja, kratko malo zaprli. Izpustili so ga šele potem, ko je pristal na številne koncesije in ko se je oče pojavil na Nizozemskem s cesarsko vojsko. Friderik III. je poskrbel za revizijo dogovorov, ki jih je moral Maksimilijan sprejeti pod prisilo.
Maksimilijan je skušal v boju s Francozi dobiti pod svojo oblast tudi Bretanijo. Ob pomoči Angležev se je leta 1490 po posredniku (per procuratorem) poročil s hčerko zadnjega bretanskega vojvode Franca, Ano. Karel VIII., francoski kralj že od leta 1483, ni smel dopustiti obkrožitve Francije s Habsburžani. Bretanijo je zavzel z vojsko, dosegel pri papežu razveljavitev Maksimilijanovega zakona in se sam poročil z Ano, kar je Maksimilijan sprejel kot osebno žalitev. (Zaroka med Karlom in Margareto je bila razdrta, toda Maksimilijanova hči je ostala jetnica francoskega kralja, dokler papež ni pristal na razveljavitev zakona med Maksimilijanom in Ano Bretansko.) Izbruhnila je vojna, v kateri so Maksimilijana pustili na cedilu vsi njegovi zavezniki (Angleži in Španci). Kljub temu je januarja 1493 dosegel lepo zmago pri Dournonu v Svobodni grofiji Burgundiji. Z mirom v Senlisu je francoski kralj vrnil Maksimilijanovemu sinu Filipu grofijo Artois, Svobodno grofijo Burgundijo in grofijo Charolais (ki je bila osebna dediščina njegove matere).
Leta 1493 je umrl cesar Friderik III. in naslednje leto je vladanje na Nizozemskem prevzel šestnajstletni Filip, ki so ga predčasno proglasili za polnoletnega. Sinu Marije, so bili Nizozemci bolj naklonjeni kot njegovemu očetu.

## Vladanje v avstrijskih dednih deželah
S smrtjo očeta je Maksimilijan postal gospodar avstrijskih dednih dežel. Po smrti Matije Korvina je z lahkoto ponovno osvojil Spodnjo Avstrijo z Dunajem, Štajersko in Koroško in pod svojo oblastjo združil vse habsburške posesti. Hrepenel je tudi po zlati Štefanovi kroni, a se ji je na pogajanjih v Bratislavi leta 1491 (zaradi težav s Francozi) odrekel; zagotovil pa si je pravico nasledstva madžarskega prestola v primeru, da ostane jagelonski rod Vladislava II. brez moškega naslednika.
Maksimilijan si je glavno rezidenco ustvaril v Innsbrucku na Tirolskem, ki mu je bila od vseh avstrijskih dežel najbolj pri srcu, kjer so ga imeli ljudje radi in je imel veliko možnosti za lov. Marca 1494 se je poročil z milansko dedinjo Blanko Marijo Sforza in z njeno bogato doto rešil nekaj svojih finančnih težav.
Francoski kralj Karel VIII. je leta 1494 vdrl v Italijo in s tem začel zaporedje vojn za nasledstvo v Italiji (ki so s presledki trajale vse do leta 1559). Naslednje leto je zavzel Neapeljsko kraljestvo, katerega krono si je lastil. Papež, Benetke, Milano in Maksimilijan so se proti njemu združili v beneško ligo in Karel VIII., odrezan od matične Francije, si je moral pot nazaj izboriti.
Zamenjavo na francoskem prestolu leta 1498 (Karala VIII. je nasledil sin Ludvik XII.) je želel Maksimilijan izkoristiti za vdor v Burgundijo, toda sin Filip ni bil naklonjen protifrancoski politiki in tudi v cesarstvu ni našel podpore za svoj načrt. Že naslednje leto pa mu je francoska diplomacija pomagala zakuhati spor s Švicarji, ki so se upirali Maksimilijanovemu prizadevanju, da bi cesarske upravne reforme uveljavil tudi v Švicarski konfederaciji. Izbruhnili so boji, v katerih so se Švicarji pokazali kot premočni nasprotniki. Maksimilijanove predarlske, tirolske in švabske čete so bile večkrat poražene in z mirom v Baslu (1499) se je Švicarska konfederacija dokončno ločila od cesarstva. Francija je izkoristila razmere in si podredila (1504) vojvodino Milano. Maksimilijan je pripadnost Milana cesarstvu vsaj navidezno ohranil tako, da je naknadno dal vojvodino francoskemu kralju v fevd.
Maksimilijanovi diplomaciji je med tem uspelo izboljšati položaj Habsburžanov v severni Italiji. Kljub živahnemu benečanskemu nasprotovanju so po smrti zadnjega goriškega grofa Lenarta (1500) pridobili Prednjo grofijo Goriško na ozemlju Pustriške doline in Goriško grofijo s centrom v Gorici. Pri tem se je zanašal na znatno podporo svojega upravitelja Virgil von Graben.
Temu diplomatskemu uspehu je sledil vojaški v Renskem palatinatu, kjer je ob izumrtju landshutske veje Wittelsbachov prišlo do tekmovanja za nasledstvo med palatinsko in münchensko vejo Wittelsbachov. Bavarski stanovi so prosili kralja za posredovanje v sporu. Ker pa Palatinci njegove odločitve niso sprejeli, je prišlo do landshutske vojne, v kateri so bile udeležene tudi Maksimilijanove čete. Maksimilijan je osebno sodeloval pri zmagi na Wenzenbergu (1504). Za posredovanje je zahteval in dobil od Bavarcev gospostva Kufstein, Kitzbühel, in Rattenberg, ki jih je priključil Tirolski, od Palatincev pa deželna fevda Haguenau in Ortenau.

## Kronanje za cesarja
Že oktobra 1496 sta se sorodstveno tesno povezali aragonsko-kastiljska in habsburška dinastija. V dvojni poroki sta se Maksimilijanova Filip in Margareta poročila z Ivano in Ivanom, otrokoma Ferdinanda II. Aragonskega in Izabele I. Kastiljske. Poroki sta bili načrtovani za združitev sil proti Franciji. Po nepričakovano zgodnji smrti španskega prestolonaslednika Ivana leta 1497 in naslednje leto njegove starejše sestre Izabele, pa je zveza prinesla nasledstvo v Španiji Ivani in Filipu, torej Habsburžanom.
Leta 1506, po smrti Izabele Kastiljske, bi moral Filip nastopiti nasledstvo, a je še istega leta umrl. V imenu njegove žene, ki so jo prepoznali za blazno, in mladoletnih sinov, Karla in Ferdinanda, je regentstvo prevzel Ferdinand II. Aragonski. Maksimilijan je tedaj načrtoval pot v Rim, ker bi le njegovo kronanje za cesarja ustvarilo razmere, ki bi mu omogočile še za življenja kronati vnuka Karla za rimsko-nemškega kralja in tako zagotoviti habsburški dinastiji oblast v cesarstvu. Načrt so preprečile Benetke, ki so mu zaprle pot v Rim. Tako se je Maksimilijan 4. februarja 1508 v Trentu sam okronal za "izvoljenega rimskega cesarja". Papež Julij II., vesel da se je rešil neprijetnega obiska, je dal dovoljenje, ne da bi se zavedal daljnosežnosti tega koraka. Odtlej so si rimsko-nemški kralji takoj po kronanju nadeli tudi cesarski naziv.
Maksimilijan Benečanom ni mogel odpustiti, da so mu preprečili pot v Rim, in je slabo pripravljen začel proti njim vojno. Na bojnem polju mu ni šlo dobro, zato pa je njegova hči Margareta uspešno sodelovala pri ustanovitvi cambraiske lige, vojaške zveze med cesarstvom, Francijo, papežem in Španijo, kateri Benečani niso bili kos. Ko pa je kazalo, da bodo postali Francozi po zmagi pri Agnadellu premočni, je papež zamenjal stran in sledila mu je večina članov lige. V vojno proti Franciji so se vključili tudi Angleži in švicarski najemniki. Maksimilijanu se je posrečilo ustvariti veliko koalicijo proti Francozom in Benetkam. Bojevanje se je nadaljevalo do leta 1516. Maksimilijanu je prineslo nekoliko izboljšano mejo na Soči, Cortino d'Ampezzo in nekatere kraje južno od Trenta (Ala, Riva, Rovereto in druge); Verono, ki jo je med vojno že osvojil, je spet izgubil.

## Upravne reforme v cesarstvu in avstrijskih dednih deželah
Maksimilijan se je kmalu po očetovi smrti lotil tudi reform v cesarstvu. Na državnem zboru v Wormsu (1495) je bil razglašen "večni deželni mir", s katerim je bila ukinjena pravica do maščevanja in ki je s časom pripeljal do vsesplošne skrbi za mir. Kot najvišja sodna oblast je bilo ustanovljeno državno komorno sodišče. Dalje ni šlo. Za resnične državne reforme bi bilo potrebno enotno delovanje cesarja in volilnih knezov, ti pa so bili navadno tekmeci za iste interese. Maksimilijan ni uspel s splošnim državnim davkom (gemeine Pfennig), ker ga nihče ni plačeval. Nekakšna oblika vlade (Regiment), ki so jo uveljavili volilni knezi na državnem zboru leta 1500, pa tudi ni zaživela. Maksimilijan se je je na vso moč otepal, ker ga je naredila za političnega ujetnika stanov; tedaj vpeljano vodenje cesarstva po okrožjih je bilo možno izpeljati šele v času njegovega naslednika, cesarja Karla V.
Maksimilijanu pa je uspelo doseči večjo upravno enotnost v avstrijskih dednih deželah: v Innsbrucku je ustanovil upravo za Tirolsko in Prednjo Avstrijo, v Linzu (kasneje Dunaju) pa za Spodnjo in Notranjo Avstrijo. Vsaka od uprav je dobila vlado in zakladno oz. računsko komoro za vodenje finančnih zadev. Nad upravi je postavil dvorni svet (kot najvišje upravno in sodno telo) in dvorno komoro (za finance). Poskrbel je tudi za urejeno arhiviranje, čeprav ni uspel z zamislijo centralnega rodbinskega arhiva v Innsbrucku. Tako postavljena ureditev se je spreminjala in dopolnjevala že tekom njegovega vladanja.

## Skrb za ohranitev vodilne vloge habsburške dinastije
V zadnjih letih vladanja je Maksimilijan spet posvetil več pozornosti vzhodnemu delu vladavine. Želel je še podkrepiti leta 1491 v Bratislavi pridobljeno pravico dedovanja na Češkem in Madžarskem. Leta 1515 je prišlo, po dolgotrajnih diplomatskih pogajanjih in blestečemu dunajskemu kongresu knezov, do dunajske dvojne poroke. Maksimilijan je posvojil devetletnega Ludvika, sina madžarskega in češkega kralja Vladislava II., kateremu je predstavil možnost nadaljevanja nemškega prestola (kar ni moglo biti mišljeno čisto resno). Madžarski princ se je poročil z Maksimilijanovo vnukinjo Marijo, cesar pa je stopil pred oltar z Ludvikovo dvanajstletno sestro, Ano; ta, druga zveza naj bi bila razveljavljena, če bi se tekom enega leta eden od dveh Maksimilijanovih vnukov, Karel ali Ferdinand, odločil za zakon z Ano; to je storil leta 1516 Ferdinand.
Maksimilijan si je v zadnjih letih vladanja zelo prizadeval, da bi bil njegov vnuk Karel, ki je od leta 1516 vladal v Španiji in na Nizozemskem, izvoljen za rimsko-nemškega kralja, a ga je pri tem prehitela smrt.

## Maksimilijanova osebnost in njegovo kulturno delovanje
Maksimilijan je bil po značaju odprt, z velikim veseljem do življenja. Poln humorja je ljubil praznovanja in plese, užival v družbi lepih gospa. Med njegova najljubša opravila so spadali turnirski dvoboji in lovski pohodi. Bil je vsestransko nadarjen človek, popolna renesančna postava (kasnejši rodovi so ga poimenovali "zadnji vitez"). Obvladal je, četudi nepopolno, več jezikov, med drugim se je v rojstnem Dunajskem Novem mestu naučil tudi takratnega slovenskega jezika. Podpiral je znanost, zlasti pa umetnost. Albrecht Dürer, katerega je povzdignil v plemiški stan, je spadal v krog njegovih osebnih prijateljev.
Najočitnejši motiv Maksimilijanove politike je bila širitev habsburškega imperija. Prepričan je bil, da s tem koristi tudi cesarstvu in nemškemu narodu. Čeprav njegove aktivnosti niso bile vedno uspešne in je s svojim nemirnim značajem ustvaril marsikatero zmedo, je vedno ustvarjal močan vtis. Bil je mojster politične propagande in je sam spretno usmerjal nastajanje legend o sebi.. Na dvor je pritegnil številne umetnike in znanstvenike in poskrbel, da so širili slavo dinastije in njegove osebe. Pri tem je tudi sam sodeloval: narekoval je dve življenjepisni deli  Weißkunig  (nedokončana avtobiografija) in Theuerdank (alegorična pesnitev, ki naj bi opisovala njegove dogodivščine na poti na poroko z Marijo Burgundsko). Geheimes Jagdbuch, lovski priročnik za vnuka Karla, je napisal sam.
Maksimilijanove vojne, razkošje in zabave so terjale ogromno denarja. Iz cesarstva ga ni mogel dobiti, zato je z davki vse bolj obremenjeval svoje dedne dežele. Kljub temu je bil v stalnih denarnih stiskah in brez bogatih Fuggerjev in Welserjev bi bil večkrat izgubljen.
Uspel je ponovno obnoviti sijaj cesarstva, ki se je zdel v času njegovega očeta že popolnoma obledel. Prevzel je burgundksi viteški Red zlatega runa kot najvišje odlikovanje dunajskega dvora.

## Nasledniki
Maksimiljan I. je bil trikrat poročen, zakonite dediče pa je imel samo s prvo ženo Marijo Burgundsko (1457–1482); to so bili:
- Filip Lepi (1478–1506), poročen z Ivano Blazno; od leta 1494 je vladal burgundski dediščini svoje matere in bil oče kasnejših rimsko-nemških cesarjev Karla V. in Ferdinanda I.
- Margareta Avstrijska (1480–1530), zaročena s francoskim dofenom Karlom, kasneje poročena s španskim prestolonaslednikom Ivanom in po njegovi smrti s Filibertom II. Savojskim; od leta 1504 vdova, v letih 1507–1515 in 1519–1530 namestnica na Nizozemskem, pomembna osebnost svojega časa.
- Frančišek (*1481), umrl takoj po rojstvu.

Maksimilijan se je s svojo drugo ženo, Ano Bretonsko (1477–1514) poročil leta 1490 po posredniku; ta zakon je papež leta 1492 na zahtevo francoskega kralja Karla VIII. razveljavil.
Tretjič se je Maksimilijan poročil leta 1493 z Blanko Marijo Sforza (1472–1510), zakon je bil brez otrok.
Maksimilijan je imel tudi več nezakonskih otrok.
Po Maksimilijanovi smrti se je Habsburška posest v letih 1521–22 razdelila na špansko-nizozemsko in avstrijsko-nemško vejo Habsburžanov; špansko-nizozemsko posest in cesarsko krono je nasledil vnuk Karel V. Habsburški, avstrijsko-nemške dežele pa Ferdinand I. Habsburški.